# El timbaler del Bruc
El timbaler del Bruc (estrenada en castellà com a La leyenda del tambor) és una pel·lícula de coproducció hispano-mexicana dirigida per Jordi Grau i Solà el 1981. Es tracta d'un remake lliure d'El tambor del Bruch, dirigida per Ignasi Ferrés i Iquino el 1948. Es tracta d'una obra menor d'exaltació nacionalista romàntica basada en la llegenda del timbaler del Bruc.

## Argument
Al juny de 1808 les tropes de Napoleó envaeixen Espanya. Un nen anomenat Isidre (Jorge Sanz) farà ressonar el seu petit tambor a les muntanyes del Bruc. El seu entusiasme en la tasca i el ressò l'ajudaran a fer creure a l'exèrcit francès que milers d'homes armats els esperen per a fer-los front.

## Repartiment
- Andrés García - Joan Clussà
- Mercè Sampietro - Rosalia
- Jorge Sanz - Isidre
- Alfredo Mayo - Avi de Clussà
- Diana Bracho - Paula
- Vicente Parra - Antoni Frac
- Guillerom Antón - Josep Viñas
- Roberto Camardiel - Mosèn Ramon